# Sebastian Zapora
Sebastian Zapora (ur. 15 czerwca 1988 w Zamościu) – polski piłkarz ręczny, bramkarz.
Wychowanek MOSiR-u Zabrze. W Ekstraklasie zadebiutował w 2007 w barwach Chrobrego Głogów. Będąc zawodnikiem Azotów-Puławy, grał w Pucharze EHF.
Wraz z Piotrem Wyszomirskim tworzył podstawowy duet bramkarzy w reprezentacji Polski juniorów i młodzieżowców. W 2006 uczestniczył w mistrzostwach Europy U-18 w Estonii, podczas których bronił ze skutecznością 45% (28/62). W 2007 wystąpił w mistrzostwach świata U-19 w Bahrajnie, w których bronił ze skutecznością 37% (23/63), co dało mu 7. miejsce w klasyfikacji najlepszych bramkarzy turnieju. W 2008 wystąpił w mistrzostwach Europy U-20 w Rumunii, w których bronił ze skutecznością 32% (28/88). Występował również w reprezentacji Polski B, z którą dwukrotnie uczestniczył w turnieju towarzyskim w Wągrowcu (2009 i 2015).